# Laila Traby
Laila Traby (El Aaiún, 26 marzo 1979) è una mezzofondista francese.

## Biografia
Ottiene la medaglia di bronzo ai campionati europei del 2014 sulla distanza dei 10 000 metri. Nel mese di novembre dello stesso anno è risultata positiva all'epo dopo che i gendarmi francesi abbiano trovato dell'EPO nel suo appartamento.

## Palmarès
| Anno | Manifestazione   | Sede     | Evento        | Risultato | Prestazione | Note                          |
| ---- | ---------------- | -------- | ------------- | --------- | ----------- | ----------------------------- |
| 2013 | Europei di cross | Belgrado | A squadre     | Argento   | 54 p.       |                               |
| 2014 | Europei          | Zurigo   | 10000 m piani | Bronzo    | 32'26"03    | Miglior prestazione personale |